# Ľadové pleso mengusovské
Ľadové pleso mengusovské, offiziell nur Ľadové pleso (auch Ľadové pleso v Zlomiskách genannt; deutsch Trümmertaler Eissee oder Mengsdorfer Eissee, ungarisch Omladékvölgyi-Jeges-tó oder Menguszfalvi-Jeges-tó, polnisch Zmarzły Staw Mięguszowiecki) ist ein Bergsee (genauer ein Karsee) auf der slowakischen Seite der Hohen Tatra.
Er befindet sich in der Hauptachse des Tals Zlomiská, einem großen Zweig des Tals Mengusovská dolina, im Hochgebirgskessel Ľadová kotlina unter einem Seitengrat zwischen den Bergen Popradský Ľadový štít und Končistá und seine Höhe beträgt 1925 m n.m. Seine Fläche liegt bei 22.540 m², er misst 225 × 150 m und seine maximale Tiefe beträgt 9,7 m. Der See ist die Quelle des Bachs Ľadový potok (deutsch Eisbach), der über den Bergsee Popradské pleso und den Bach Krupá eine der Quellen des Poprad bildet.
Der See liegt im Schatten der umliegenden Berge, ist auch in Sommermonaten eiskalt und während des Jahres größtenteils zugefroren. Da es in der Tatra mehrere Seen mit dem Namen Ľadové pleso (Eissee) oder bedeutungsähnlichen Bezeichnungen gibt, wird die Lage durch das Adjektiv mengusovské (Mengsdorfer, slow. n.) präzisiert. Noch genauer kann man dazu die angehängten Bezeichnungen v Zlomiskách (Trümmertaler), pod Železnými bránami (unter den Eisernen Toren) oder pod Vysokou (unter der Tatraspitze) verwenden.
Zum Seeufer führte früher ein gelb markierter Wanderweg, heute ist der See als Teil eines Nationalen Naturreservats einzig für Mitglieder alpiner Vereine oder mit einem Bergführer zugänglich.